# Physoptychis haussknechtii
Physoptychis haussknechtii är en korsblommig växtart som beskrevs av Joseph Friedrich Nicolaus Bornmüller. Physoptychis haussknechtii ingår i släktet Physoptychis och familjen korsblommiga växter. Inga underarter finns listade i Catalogue of Life.